# Unterseeboot 991
L'Unterseeboot 991 ou U-991 est un sous-marin allemand (U-Boot) de type VIIC utilisé par la Kriegsmarine pendant la Seconde Guerre mondiale.
Le sous-marin fut commandé le 25 mai 1941 à Hambourg (Blohm + Voss), sa quille fut posée le 30 octobre 1942, il fut lancé le 24 juin 1943 et mis en service le 29 juillet 1943, sous le commandement de l'Oberleutnant zur See Diethelm Balke.
L'U-991 n'endommagea ou ne coula aucun navire au cours de l'unique patrouille (98 jours en mer) qu'il effectua.
Il capitule à Bergen en mai 1945 et est coulé en décembre 1945.

## Conception
Unterseeboot type VII, l'U-991 avait un déplacement de 769 tonnes en surface et 871 tonnes en plongée. Il avait une longueur totale de 67,10 m, un maître-bau de 6,20 m, une hauteur de 9,60 m et un tirant d'eau de 4,74 m. Le sous-marin était propulsé par deux hélices de 1,23 m, deux moteurs diesel Germaniawerft M6V 40/46 de 6 cylindres en ligne de 1 400 cv à 470 tr/min, produisant un total de 2 060 à 2 350 kW en surface et de deux moteurs électriques Brown, Boveri & Cie GG UB 720/8 de 375 cv à 295 tr/min, produisant un total 550 kW, en plongée. Le sous-marin avait une vitesse en surface de 17,7 nœuds (32,8 km/h) et une vitesse de 7,6 nœuds (14,1 km/h) en plongée. Immergé, il avait un rayon d'action de 80 milles marins (150 km) à 4 nœuds (7,4 km/h; 4,6 milles par heure) et pouvait atteindre une profondeur de 230 m. En surface son rayon d'action était de 8 500 milles nautiques (soit 15 700 km) à 10 nœuds (19 km/h).
L'U-991 était équipé de cinq tubes lance-torpilles de 53,3 cm (quatre montés à l'avant et un à l'arrière) et embarquait quatorze torpilles. Il était équipé d'un canon de 8,8 cm SK C/35 (220 coups), d'un canon antiaérien de 20 mm Flak et d'un canon 37 mm Flak M/42 qui tire à 15 350 mètres avec une cadence théorique de 50 coups par minute. Il pouvait transporter 26 mines TMA ou 39 mines TMB. Son équipage comprenait 4 officiers et 40 à 56 sous-mariniers.

## Historique
Il reçut sa formation de base au sein de la 5. Unterseebootsflottille jusqu'au 31 août 1944, puis il intégra sa formation de combat dans la 11. Unterseebootsflottille.

### Formations et expérimentations
Au cours de son service comme navire de formation, l'U-991 a réalisé des missions de formation de sous-mariniers, ainsi que des expérimentations pour la Kriegsmarine.
| Date                               | Lieu         | Activité                                               |
| ---------------------------------- | ------------ | ------------------------------------------------------ |
| 30 juillet au 19 août 1943         | Kiel         | Essais UAK[Quoi ?]                                     |
| 20 août 1943                       | Sønderborg   | Auscultation UAK[Quoi ?]                               |
| 22 au 26 août 1943                 | Swinemünde   | Flakausbildung à Flakschule                            |
| 27 au 29 août 1943                 | Danzig       | Essais UAK                                             |
| 30 août au 4 septembre 1943        | Hela         | Formation AGRU-avant[Quoi ?]                           |
| 5 septembre 1943 au 5 février 1944 | Flensburg    | Navire-école                                           |
| 9 février au 11 mai 1944           | Hela         | Formation AGRU-avant                                   |
| 12 au 23 mai 1944                  | Pillau       | Essais de torpilles en compagnie de la 26e U-Flottille |
| 24 mai au 4 juin 1944              | Gotenhafen   | Formation tactique en compagnie de la 27e U-Flottille  |
| 5 au 8 juin 1944                   | Mer Baltique | Tests d'équipements pour la société Wallenstein        |
| 10 juin au 14 août 1944            | Königsberg   | Passage à Schichau                                     |
| 15 au 16 août 1944                 | Danzig       | Essais UAK                                             |
| 21 au 26 août 1944                 | Swinemünde   | Flakausbildung à Flakschule                            |
| 29 août au 12 septembre 1944       | Königsberg   | Installation d'un Schnorchel                           |
| 13 au 20 septembre 1944            | Hela         | Tuba de formation AGRU-avant[Quoi ?]                   |
| 21 au 22 septembre 1944            | Rönne        | Auscultation AUK                                       |
| 23 au 29 septembre 1944            | Kiel         | Travaux de finitions                                   |

### Service Actif
Au cours de son service actif, l'U-991 a effectué une patrouille de guerre au départ de Kristiansand le 15 octobre 1944. D'une durée de 73 jours, le submersible patrouille dans l'Atlantique Nord en zone GIUK, autour des îles britannique jusqu'en baie de Seine, sans succès. Arrivé à Bergen le 26 décembre 1944, l'U-991 ne fera plus aucune patrouille.
L'U-991 se rend aux forces alliées le 9 mai 1945 à Bergen.
Le 2 juin 1945, il est transféré au point de rassemblement de Scapa Flow et, le 5 juin, à Loch Ryan en vue de l'opération alliée de destruction massive de la flotte d'U-Boote de la Kriegsmarine.
L'U-991 est torpillé le 11 décembre 1945 à 12 h 15 par le sous-marin HMS Tantivy, à la position géographique 56° 10′ N, 10° 05′ O.

## Affectations
- 5. Unterseebootsflottille du 29 juillet 1943 au 31 août 1944 (Période de formation).
- 11. Unterseebootsflottille du 1er septembre 1944 au 8 mai 1945 (Unité combattante).

## Commandement
- Kapitänleutnant Diethelm Balke du 29 juillet 1943 au 9 mai 1945 (Croix allemande).

## Patrouilles
|       | Commandant            | Départ           | Départ       | Arrivée          | Arrivée      | Jours    | Succès |
| ----- | --------------------- | ---------------- | ------------ | ---------------- | ------------ | -------- | ------ |
|       | Oblt. Diethelm Balke  | 5 octobre 1944   | Kiel         | 7 octobre 1944   | Horten       | 3 jours  |        |
|       | Oblt. Diethelm Balke  | 11 octobre 1944  | Horten       | 12 octobre 1944  | Kristiansand | 2 jours  |        |
| 1     | Oblt. Diethelm Balke  | 15 octobre 1944  | Kristiansand | 26 décembre 1944 | Bergen       | 73 jours |        |
|       | Oblt. Diethelm Balke  | 27 décembre 1944 | Bergen       | 29 décembre 1944 | Marviken     | 3 jours  |        |
|       | Kptlt. Diethelm Balke | 2 janvier 1945   | Marviken     | 4 janvier 1945   | Flensburg    | 3 jours  |        |
|       | Kptlt. Diethelm Balke | 20 avril 1945    | Flensburg    | 27 avril 1945    | Horten       | 8 jours  |        |
|       | Kptlt. Diethelm Balke | 29 avril 1945    | Horten       | 4 mai 1945       | Bergen       | 6 jours  |        |
| Total | Total                 | Total            | Total        | Total            | Total        | 98 jours | 0 t    |

Note : Oblt. = Oberleutnant zur See - Kptlt. = Kapitänleutnant